# Cumbre del G-20 de Pittsburgh
La Cumbre del G-20 de Pittsburgh es la tercera reunión de los jefes de Gobierno del Grupo de los 20, en la discusión del sistema financiero mundial y la economía mundial.
El G-20 es el principal foro de discusión, planificación y seguimiento de la cooperación económica internacional.
La cumbre se realizó en el Centro de Convenciones David L. Lawrence en Pittsburgh, Pensilvania, Estados Unidos el 24 y 25 de septiembre de 2009. Anunciado poco después de la Cumbre del G-20 de Londres en abril de 2009, el presidente de EE. UU. Barack Obama se ofreció acoger esta cumbre, inicialmente planeando realizarla en la Ciudad de Nueva York y coordinándola con la apertura de la Asamblea General de Naciones Unidas. Sin embargo, debido a problemas de coordinación, el 28 de mayo de 2009, la administración Obama anunció el cambio de la sede a Pittsburgh para resaltar la recuperación económica de la ciudad tras el colapso de su sector manufacturero en la segunda mitad del siglo 20. En respuesta a la crisis global de crédito una cumbre del G-20 se propuso en un año poco después de la cumbre de Londres en abril de 2009. 
Entre los temas tratados fue una propuesta para reformar radicalmente el Fondo Monetario Internacional (FMI). El presidente francés, Nicolas Sarkozy, sugirió que habría una evaluación de las medidas ya adoptadas.
La sede principal fue el Centro de Convenciones David L. Lawrence que fue en un momento dado el edificio más grande del mundo certificado LEED. Una cena de trabajo para los líderes del mundo tuvo lugar en Phipps Conservatory & Botanical Gardens elegido para resaltar sus características respetuosas con el medio ambiente incluyendo un centro de bienvenida protegido por tierra y un Conservatorio de Bosque Tropical descrito como el más energéticamente eficiente del mundo. Otros lugares para ser utilizados alrededor de la ciudad incluyen el Museo Andy Warhol, la Escuela Secundaria de Artes Creativas y Escénicas de Pittsburgh, y Rosemont, la granja de trabajo de Teresa Heinz Kerry.

## Preparativos
En las semanas previas a la conferencia, se adoptaron muchas medidas para preparar a Pittsburgh para la conferencia. Muchas calles en el centro de Pittsburgh fueron repavimentadas y un partido de pretemporada de la Liga Nacional de Hockey de los Pittsburgh Penguins en la cercana Arena Mellon fue reprogramado. Durante la semana del G-20, muchas calles estaban cerradas, y los patrones de tráfico fueron ajustados. Muchas escuelas públicas, universidades y negocios cercanos fueron cerrados, cancelando clases o trabajando de forma remota para la duración de la conferencia. El alcalde de Pittsburgh Luke Ravenstahl intentó aliviar los problemas mediante reuniones de antemano con grupos que esperaban protestar durante del evento.

### Seguridad
Miles de manifestantes se esperaban durante la semana de la cumbre, que se clasificó como un Evento Especial de Seguridad Nacional. La seguridad fue coordinada por el Servicio Secreto de los Estados Unidos, trabajando en conjunto con la Policía de Pittsburgh. Se estima que 4.000 policías fueron solicitados, y la ciudad solo contaba con 900 agentes de policía en el momento del evento. La Policía Estatal de Pensilvania comprometió más de 1000 agentes para el evento en el centro, incluyendo oficiales SWAT, de helicóptero, montados, encubiertos y en motocicleta. El condado de Allegheny tenía 75 oficiales especialmente entrenados por e incorporados en la Oficina de Policía de Pittsburgh para el evento desde junio. La Ciudad de Nueva York y Baltimore también comprometieron a algunos oficiales, así como los suburbios de Pittsburgh. Algunos oficiales de Chicago viajaron para asistir, tomando días de vacaciones de su departamento. Todos los oficiales, independientemente de su departamento, estaban bajo el mando del Servicio Secreto durante los días del evento.
Helicópteros Chinook y Black Hawk, Humvees blindadas, y tripulaciones de soldados del Ejército de los Estados Unidos, así como 10 embarcaciones de 25 pies con ametralladoras M240 de la Guardia Costera, estuvieron presentes en caso de grandes protestas violentas o de un ataque terrorista.

## Asistencia

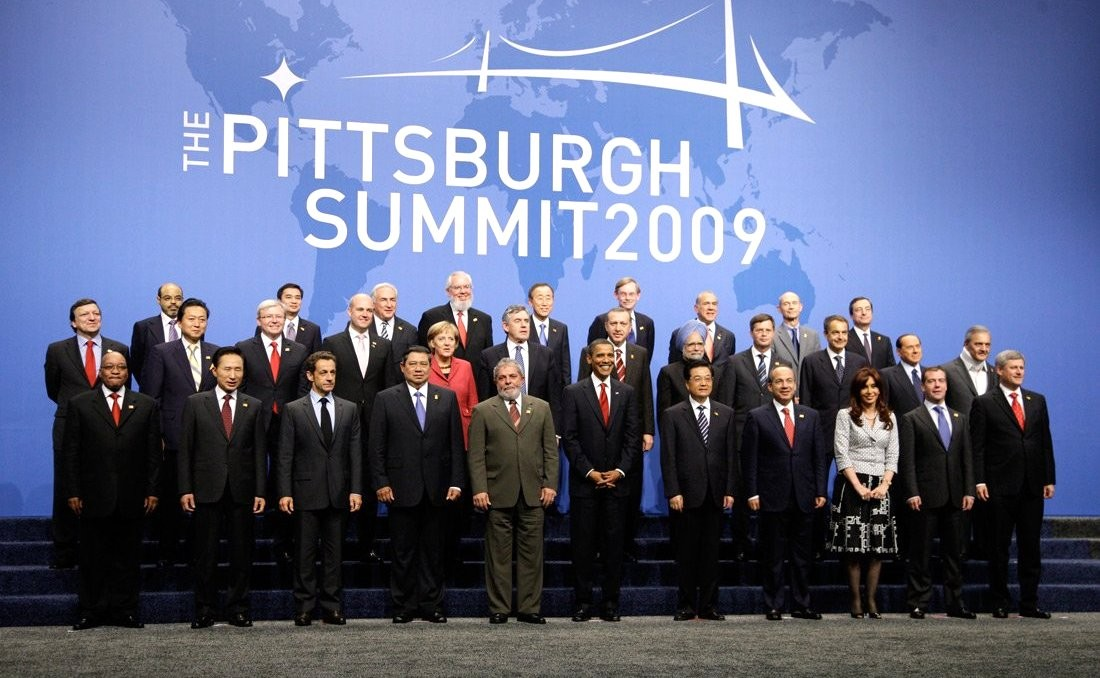
Líderes de los países del G-20 presentes en la Cumbre de Pittsburgh.

Los líderes del G-20 comenzaron a reunirse en Pittsburgh el 24 de septiembre de 2009. En la tarde del 24 de septiembre, los líderes asistieron a una recepción en el Conservatorio Phipps en el barrio de Oakland en Pittsburgh.
La cumbre apropiada comenzó en la mañana del 25 de septiembre en el Centro de Convenciones David L. Lawrence, en el centro de la ciudad.

### Participantes principales
Los siguientes participantes de la cumbre de Pittsburgh representaron a los miembros principales del G-20, que abarca 19 países y la Unión Europea, que está representado por sus dos órganos de gobierno, el Consejo Europeo y la Comisión Europea.

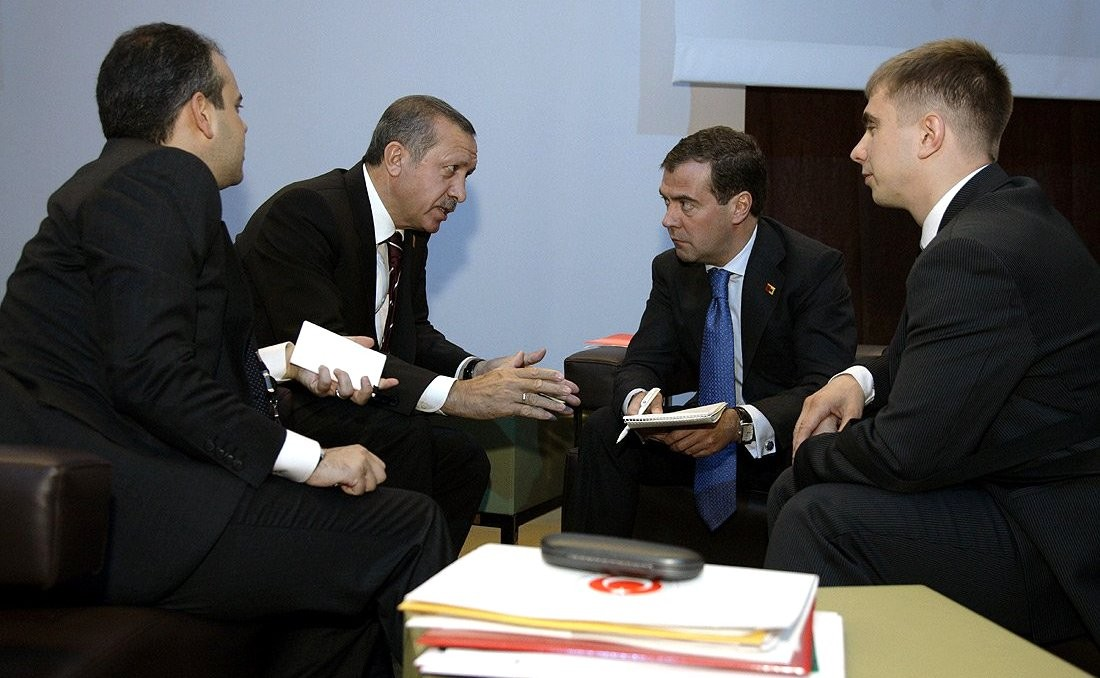
Dmitri Medvédev y Recep Tayyip Erdoğan con intérpretes en primer plano.

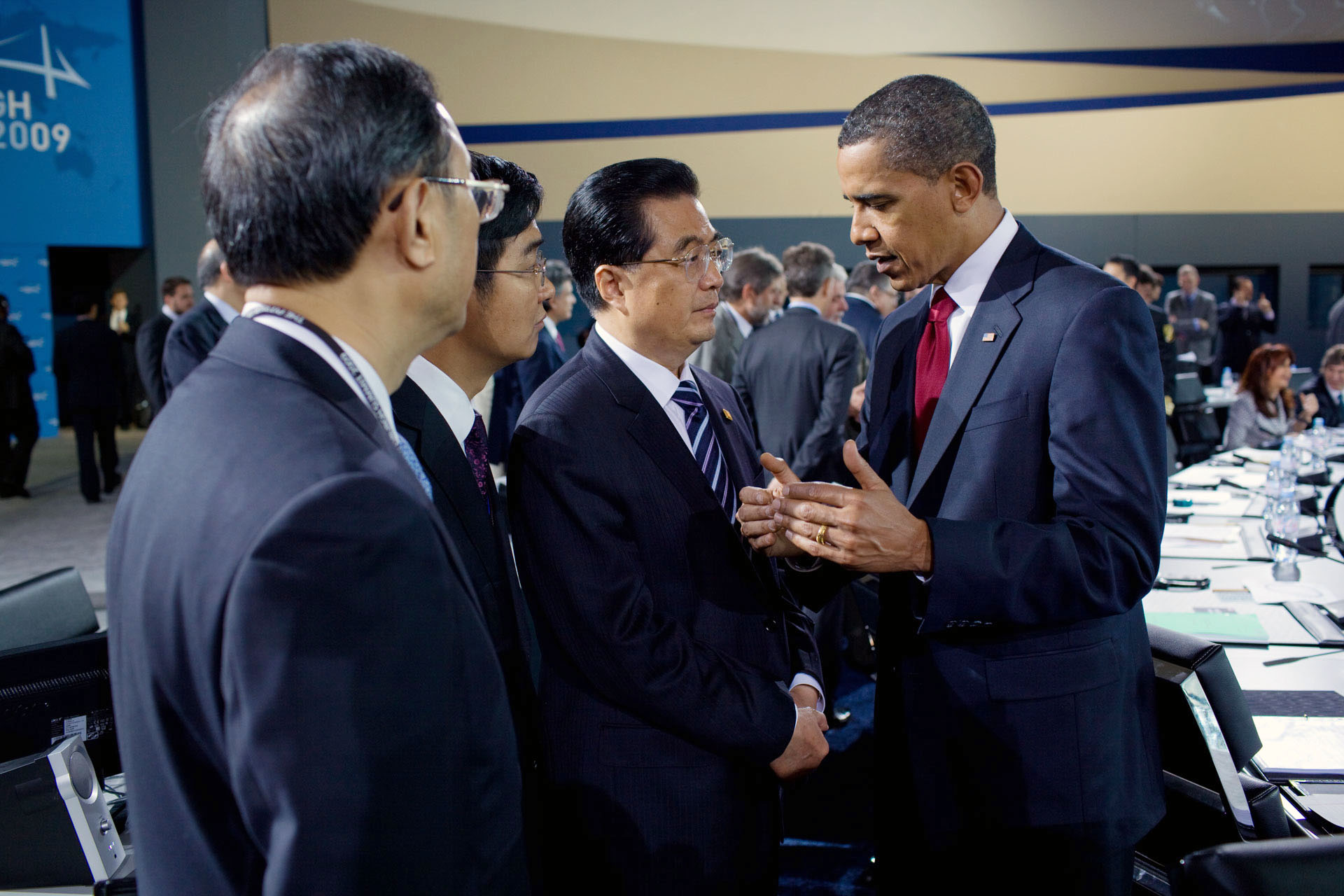
Hu Jintao y Barack Obama en la sesión plenaria de la cumbre.

| Miembros del G-20 País anfitrión y líder se indican en negrita. | Miembros del G-20 País anfitrión y líder se indican en negrita. | Miembros del G-20 País anfitrión y líder se indican en negrita. | Miembros del G-20 País anfitrión y líder se indican en negrita. |
| Miembro                                                         | Miembro                                                         | Representado por                                                | Título                                                          |
| --------------------------------------------------------------- | --------------------------------------------------------------- | --------------------------------------------------------------- | --------------------------------------------------------------- |
| Bandera de Alemania                                             | Alemania                                                        | Angela Merkel                                                   | Canciller                                                       |
| Bandera de Arabia Saudita                                       | Arabia Saudita                                                  | Abdalá bin Abdelaziz                                            | Rey                                                             |
| Bandera de Argentina                                            | Argentina                                                       | Cristina Fernández de Kirchner                                  | Presidenta                                                      |
| Bandera de Australia                                            | Australia                                                       | Kevin Rudd                                                      | Primer ministro                                                 |
| Bandera de Brasil                                               | Brasil                                                          | Luiz Inácio da Silva                                            | Presidente                                                      |
| Bandera de Canadá                                               | Canadá                                                          | Stephen Harper                                                  | Primer ministro                                                 |
| Bandera de la República Popular China                           | China                                                           | Hu Jintao                                                       | Presidente                                                      |
| Bandera de Corea del Sur                                        | Corea del Sur                                                   | Lee Myung-bak                                                   | Presidente                                                      |
| Bandera de Estados Unidos                                       | Estados Unidos                                                  | Barack Obama                                                    | Presidente                                                      |
| Bandera de Francia                                              | Francia                                                         | Nicolas Sarkozy                                                 | Presidente                                                      |
| Bandera de la India                                             | India                                                           | Manmohan Singh                                                  | Primer ministro                                                 |
| Bandera de Indonesia                                            | Indonesia                                                       | Susilo Bambang Yudhoyono                                        | Presidente                                                      |
| Bandera de Italia                                               | Italia                                                          | Silvio Berlusconi                                               | Primer ministro                                                 |
| Bandera de Japón                                                | Japón                                                           | Yukio Hatoyama                                                  | Primer ministro                                                 |
| Bandera de México                                               | México                                                          | Felipe Calderón                                                 | Presidente                                                      |
| Bandera del Reino Unido                                         | Reino Unido                                                     | Gordon Brown                                                    | Primer ministro                                                 |
| Bandera de Rusia                                                | Rusia                                                           | Dmitri Medvédev                                                 | Presidente                                                      |
| Bandera de Sudáfrica                                            | Sudáfrica                                                       | Jacob Zuma                                                      | Presidente                                                      |
| Bandera de Turquía                                              | Turquía                                                         | Recep Tayyip Erdoğan                                            | Primer ministro                                                 |
| Bandera de Unión Europea                                        | Comisión Europea                                                | José Manuel Barroso                                             | Presidente                                                      |
| Bandera de Unión Europea                                        | Consejo Europeo                                                 | Fredrik Reinfeldt                                               | Presidente                                                      |
| Naciones Invitadas                                              |                                                                 |                                                                 |                                                                 |
| Nación                                                          | Nación                                                          | Representado por                                                | Título                                                          |
| Bandera de España                                               | España                                                          | José Luis Rodríguez Zapatero                                    | Presidente                                                      |
| Bandera de los Países Bajos                                     | Países Bajos                                                    | Jan Peter Balkenende                                            | Primer ministro                                                 |
| Organizaciones Internacionales                                  |                                                                 |                                                                 |                                                                 |
| Organización                                                    | Organización                                                    | Representado por                                                | Título                                                          |
|                                                                 | ASEAN                                                           | Surin Pitsuwan                                                  | Secretario General                                              |
| Abhisit Vejjajiva                                               | ASEAN                                                           | Presidente                                                      |                                                                 |
|                                                                 | Fondo Monetario Internacional                                   | Dominique Strauss-Kahn                                          | Director General                                                |
|                                                                 | Foro de Estabilidad Financiera                                  | Mario Draghi                                                    | Presidente                                                      |
|                                                                 | Grupo del Banco Mundial                                         | Robert Zoellick                                                 | Presidente                                                      |
|                                                                 | OCDE                                                            | José Ángel Gurría                                               | Secretario General                                              |
|                                                                 | NEPAD                                                           | Meles Zenawi                                                    | Presidente                                                      |
|                                                                 | Organización Mundial del Comercio                               | Pascal Lamy                                                     | Director General                                                |
| Bandera de las Naciones Unidas                                  | Organización de las Naciones Unidas                             | Ban Ki-moon                                                     | Secretario General                                              |

## Protestas

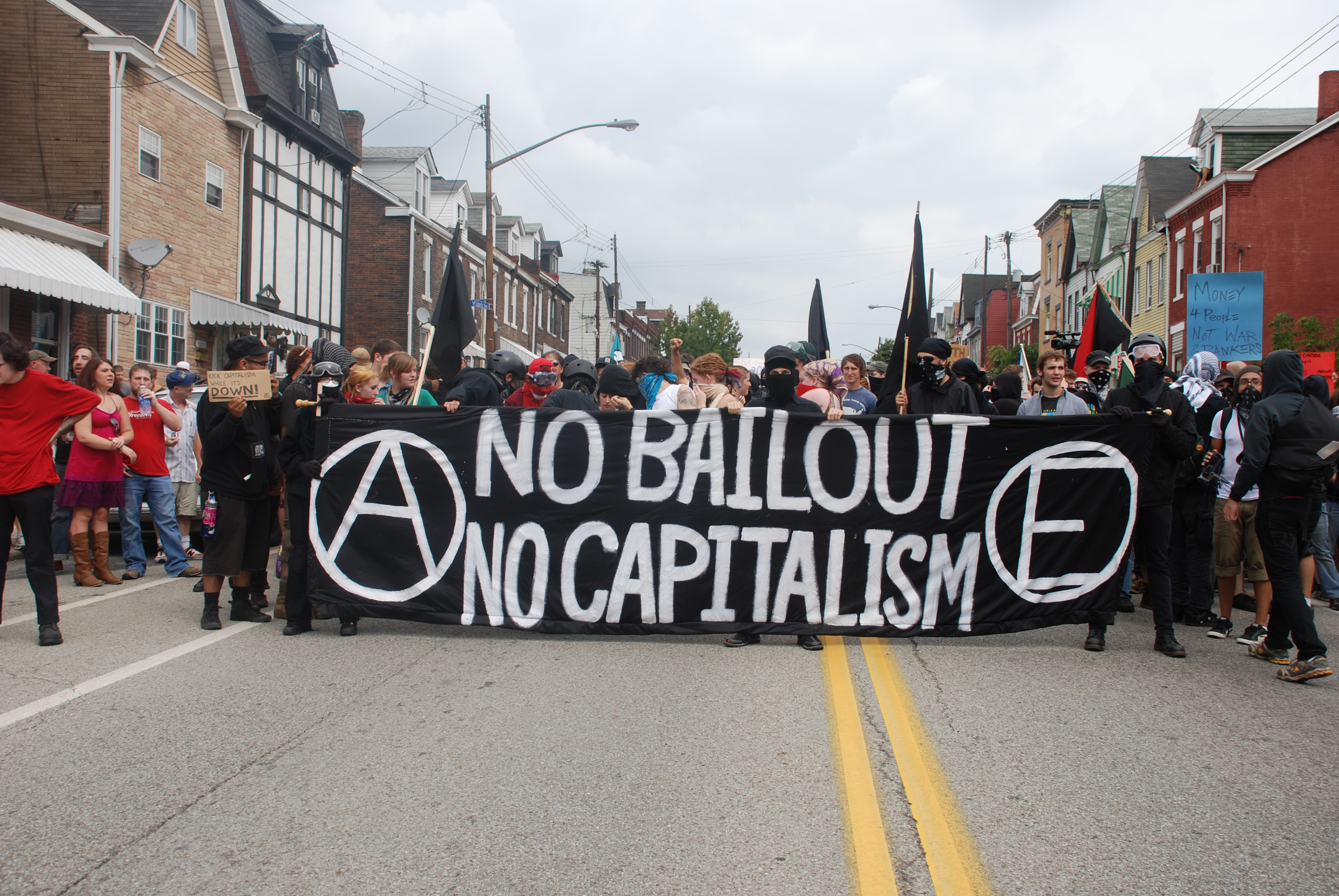
Manifestantes en el barrio de Lawrenceville de Pittsburgh el 24 de septiembre.

Después de numerosas negaciones de permisos para grupos tales como Code Pink y tres de Convergencia Climático ríos para ensamblar manifestaciones pacíficas, la ACLU de Pensilvania demandó con éxito obligar a la ciudad de Pittsburgh para permitir manifestaciones alrededor de la cumbre del G-20.
Participantes en las protestas que rodearon la cumbre incluyeron organizaciones de paz, medio ambiente, trabajo y justicia social.
El primero de los eventos alternativos fue una Cumbre del Pueblo, que involucró oradores, paneles y talleres a lo largo del día 19 de septiembre, el sábado anterior a la Cumbre del G20. Atrajo alrededor de 500 participantes y continuó el lunes y el martes por la noche; cada encuentro reunió entre 100 y 200 participantes. La Cumbre del Pueblo incluyó opositores abiertos al G-20 (como el radical historiador Howard Zinn, quien se dirigió a la reunión a través de vídeo especial), así como algunos de los que esperaban influir en él en lo que ellos consideran direcciones "progresistas". En un comunicado el Ayuntamiento de Pittsburgh expresó que "por la presente felicita a la Cumbre de los Pueblos, a todas las instituciones y organizaciones asociadas, y a los ciudadanos voluntarios que trabajaron incansablemente para que sea un éxito. Sus destacados esfuerzos seguramente crearán una mayor comprensión sobre los desafíos que enfrentamos, las soluciones que debemos explorar y el diálogo social que es necesario para la realización de un mundo mejor. Además, se alienta a los ciudadanos de nuestra región a aprovechar la oportunidad de participar en este evento significativo e histórico". La Cumbre de los Pueblos en sí adelantó algunos de los temas que surgieron en las protestas cuando la Cumbre del G20 se reunió: "Visualizamos un mundo en el que los derechos básicos (libertad de expresión, libertad de pensamiento y religión, exención del miedo y exención de la miseria) sean disfrutados por todas las personas. Esta no es la realidad de nuestro mundo actual. Sin embargo, en nuestra diversidad y pluralidad de orientaciones, inspirados en el respeto mutuo y el espíritu de solidaridad, compartimos la convicción de que otro mundo es posible".
Esto fue seguido por la instalación de grandes grupos de tiendas de campaña, manifestaciones y otras cumbres. También hubo una conferencia alternativa el martes llamada Freedom Conference 2009, que enfatiza las soluciones conservadoras de base y los enfoques de libre mercado.
Alrededor de las 10:15 horas del miércoles 23 de septiembre, activistas de Greenpeace colgaron una pancarta, advirtiendo de los peligros del aumento de las emisiones de CO2, plataforma del puente West End frente al centro de Pittsburgh sobre el río Ohio. Los activistas fueron arrestados después de rendirse pacíficamente, al igual que otro pequeño grupo que preparaba una acción similar sobre el puente Fort Pitt.
El jueves 24 de septiembre, el Proyecto de Resistencia G20 de Pittsburgh realizó una marcha y un día de acción directa en Arsenal Park en el vecindario Lawrenceville de la ciudad. La policía disparó gas pimienta contra una multitud de unos 500 manifestantes para dispersar una marcha de protesta unas horas antes del inicio de la Cumbre.
La policía también usó un dispositivo acústico de largo alcance (LRAD) para hacer que los manifestantes abandonaran un área después de advertirles varias veces que se dispersaran. Los funcionarios de la ciudad creían que esta era la primera vez que se usaba un LRAD para dispersar a los manifestantes dentro de los Estados Unidos. Desde entonces, los LRAD se han utilizado en varias ocasiones para dispersar pacíficamente multitudes.

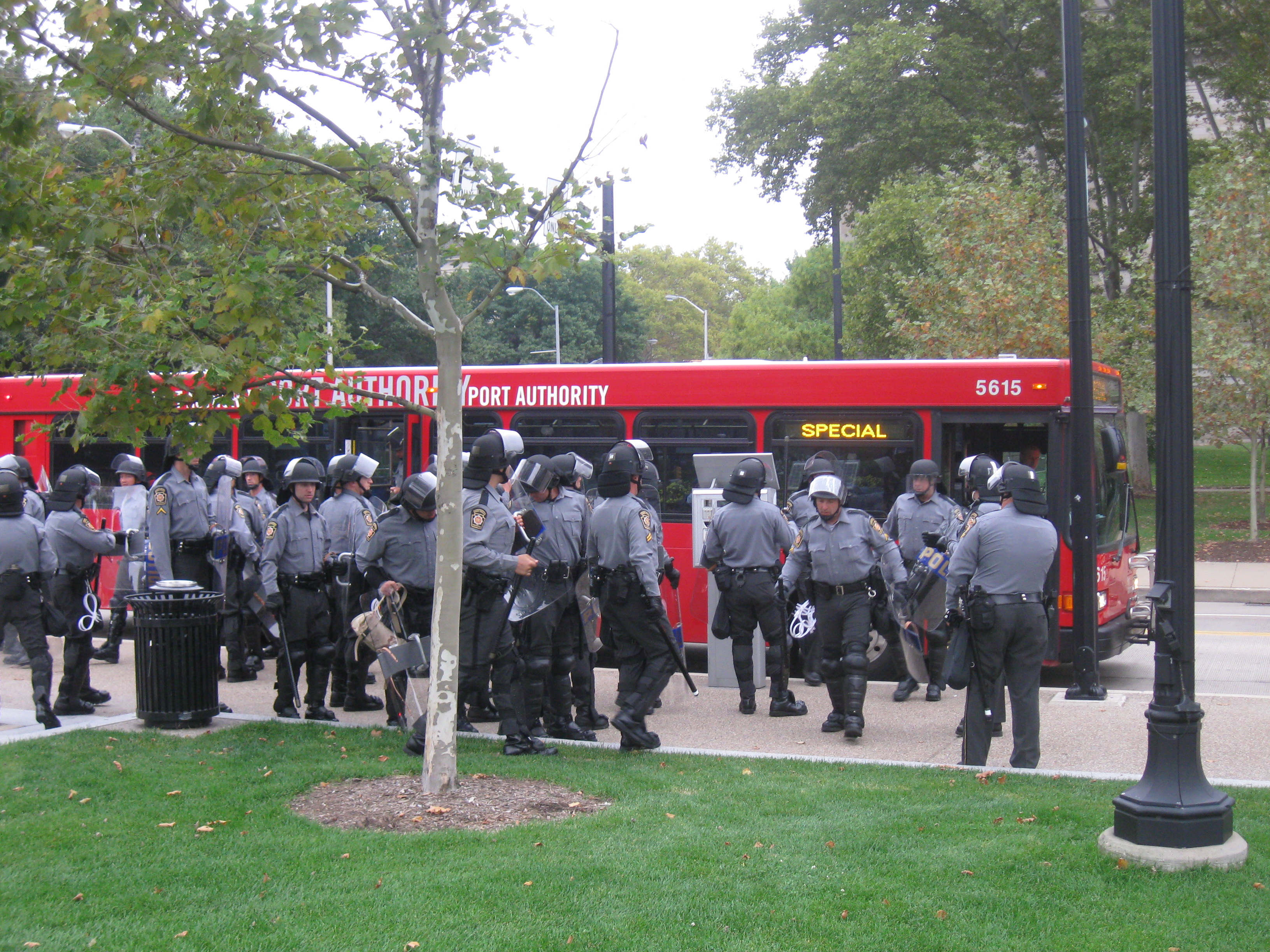
Policía antimotines sale de un autobús de la ciudad en el barrio de Oakland el 24 de septiembre.

Más tarde, otro pequeño grupo se reunió en Schenley Plaza, mientras los líderes mundiales se reunían cerca esa noche en el Conservatorio Phipps para una cena de trabajo. Cientos de policías invadieron y rodearon la multitud pacífica, que se extendió a la avenida Forbes y el Boulevard Bigelow, cerca de la Catedral de Aprendizaje. Se estima que 300 policías antimotines se alinearon en la acera detrás de la Unión William Pitt, con 200 oficiales más bloqueando la cercana Forbes Avenue para contener a los manifestantes. Sin embargo, la multitud creció rápidamente a alrededor de 500 estudiantes de la cercana Universidad de Pittsburgh, —evidente por los gritos de "¡Vamos Pitt!"— se unieron a la multitud por curiosidad ante las sirenas y la presencia policial. La policía disparó varias rondas de gas pimienta contra la multitud. Los negocios cercanos a lo largo de Forbes Avenue y Craig Street también fueron destrozados después de que la policía intentara disolver la manifestación. La Universidad de Pittsburgh alertó a los estudiantes a través de un mensaje de texto que "las condiciones pueden estar deteriorándose en Oakland. Se recomienda a los estudiantes que permanezcan cerca de sus residencias".

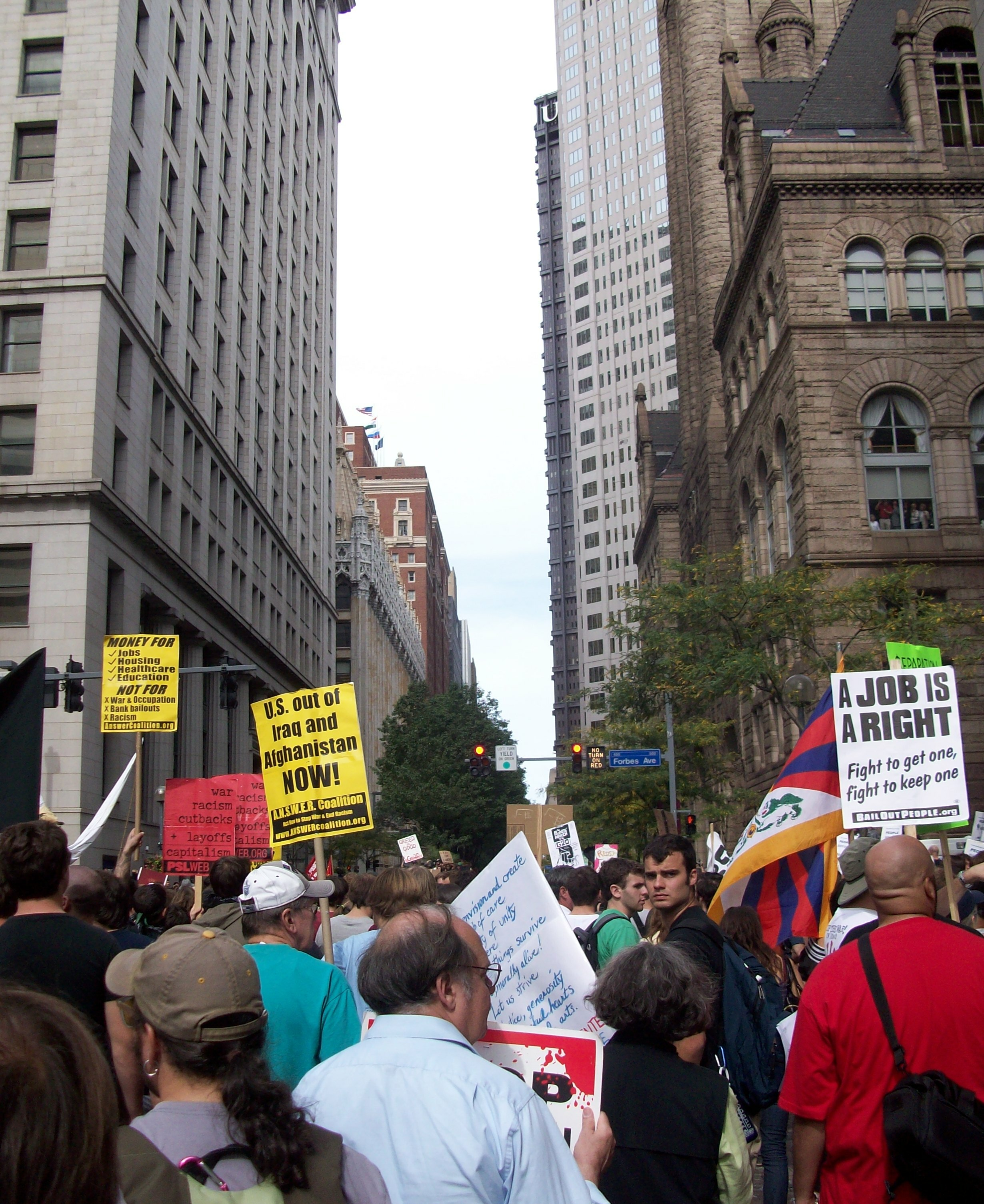
La Marcha del Pueblo inicia su viaje hacia East Allegheny, tras una serie de conferencias por oradores frente al edificio de la Ciudad y Condado.

El Proyecto de Resistencia del G20 de Pittsburgh convocó a "Protestas en todas partes" en varios lugares y negocios (principalmente bancos y grandes corporaciones) en toda la ciudad el viernes por la mañana (25 de septiembre). Estas no fueron protestas a gran escala. Algunos manifestantes vistieron de negro y usaron aros de hula hula  en Forbes Avenue y Atwood Street en el vecindario de Oakland. También hubo una pequeña reunión de manifestantes en un Starbucks Coffee en Center Avenue en el vecindario East Liberty de la ciudad.
Sin embargo, el viernes también hubo acciones masivas que involucraron a una amplia coalición encabezada por el Centro Thomas Merton, de orientación pacifista. Como enfatizó un orador al comienzo de la acción, dijo: "Les recuerdo que esta es una marcha pacífica y permitida. Nos enfrentamos a las políticas del G20, no a la policía". Esta "Marcha de los Pueblos" (vinculada en la mente de muchos con los temas planteados en la Cumbre de los Pueblos anterior) estuvo marcada por tres mítines (siguiendo la ruta de la marcha, en Oakland, en el centro de Pittsburgh en los escalones del Ayuntamiento y en el lado norte de Pittsburgh), con un estimado de 5000 a 8000 participantes. La manifestación fue bastante diversa, incluidos activistas religiosos y comunitarios, anarquistas, socialistas, ambientalistas, defensores de los derechos humanos, opositores a la guerra, sindicalistas, veteranos y otros. El estado de ánimo de la acción tendió a ser inflexiblemente crítico con el G20, las grandes corporaciones y el capitalismo como tal. "Nos reunimos aquí, a pocas millas de donde los barones ladrones corporativos se han asentado para dividir el planeta, ese grupo de banqueros, financieros y líderes políticos que han causado estragos en nuestro mundo", proclamó uno de los oradores, instando a los oyentes a "luchar por otro mundo, anteponer a las personas a las ganancias". La multitud rugió con aprobación y otros hablaron en un tono similar, pero la asamblea estuvo completamente libre de violencia y arrestos.
Sin embargo, gran parte de los medios de comunicación tendieron a minimizar las protestas pacíficas y prestaron mayor atención a los arrestos. Estos incluyeron las controvertidas acciones policiales del viernes por la noche, después de que terminara la Cumbre del G20 y las protestas organizadas. Teniendo lugar en Schenley Plaza y en el campus cercano de la Universidad de Pittsburgh, involucraron más arrestos generales y más cargos de violencia policial que la noche anterior.
Según informes policiales, alrededor de 4.500 personas participaron en protestas en toda la ciudad y se realizaron 190 detenciones. Aproximadamente $50,000 en daños fueron causados a negocios del área, con $15,000 atribuidos a un individuo, David Japenga de California, acusado de romper 20 ventanas y puertas en Oakland el jueves por la noche.
El activista de la Ciudad de Nueva York, Elliot Madison usó Twitter para informar de un mensaje de para dispersar de la policía de Pittsburgh durante las protestas. La policía entró a la habitación de hotel de Madison, y una semana después en la casa de Madison en Nueva York, Casa Tortuga, fue allanado por agentes del FBI. La policía afirma que Madison y un co-acusado utilizaron computadoras y un escáner de radio para rastrear los movimientos de la policía y luego pasar esa información a los manifestantes que utilizaban teléfonos celulares y la red social Twitter. Madison está siendo cargado con obstaculizar la aprehensión o acusaciones, uso delictivo de una facilidad de comunicación, y la posesión de los instrumentos del delito. Todos los manifestantes que fueron detenidos fueron procesados y se detenidos en la Institución Correccional de Estado - Pittsburgh.

### Respuesta
Decenas de estudiantes de la Universidad de Pittsburgh que dicen que fueron detenidos injustamente y sometidos a tácticas policiales de mano dura durante la reunión del G-20 pidieron una investigación sobre las acciones de la policía.